# Луїджі Оріоне

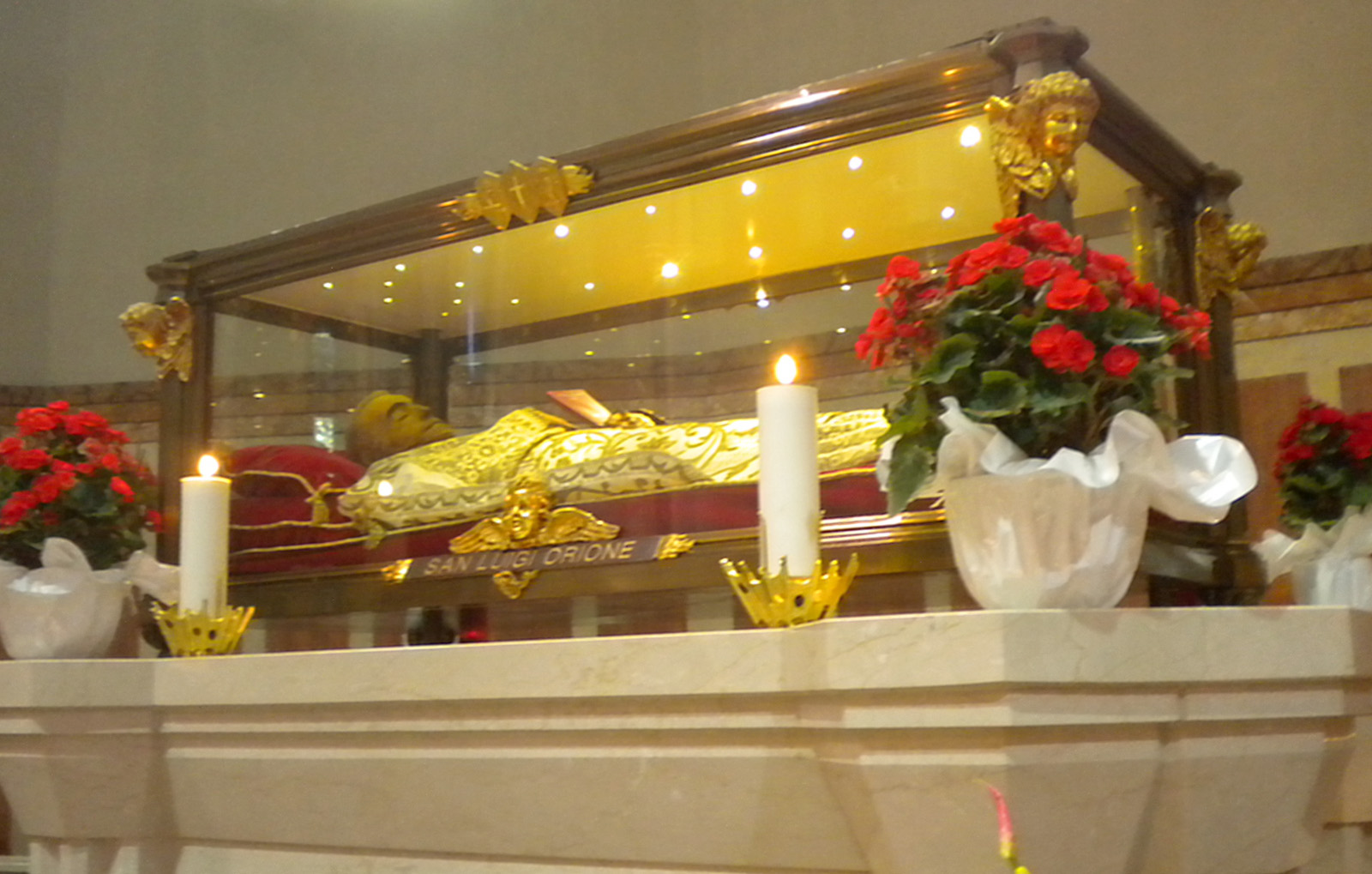
Луї́джі Оріо́не

Луї́джі Оріо́не (італ. Luigi Orione; 23 червня 1872, Понтекуроне — 12 березня 1940, Санремо) — католицький місіонер, зарахований до лику святих римським папою Іваном Павлом ІІ.

## Біографія
Луїджі, народився 23 червня 1872 року. Батько очолював бригаду брукувальників доріг, мати ж займалася вихованням дітей. У десять років Луїджі почав допомагати батькові і старшим братам брукувати дороги, але вже тоді він мріяв стати «ловцем людей» для Христа. Одного разу, зупинившись біля напівзруйнованої придорожньої каплички Діви Марії, хлопчик сказав: «Пресвята Діво, якщо Ти допоможеш мені стати священником, я відремонтую цю каплицю і побудую нову, велику святиню!» Вважаючи, що справа залагоджена, повеселілий Луїджі побіг наздоганяти своїх старших братів.
4 вересня 1885 р. Оріоне залишив рідне село, щоб «досягти святості в чернецтві і скоріше вмерти, ніж повернутися в світ і додому».4 жовтня 1886 р. відбулася зустріч Оріоне з людиною, яка істотно вплинула на все його життя. Це був святий Іван Боско. І хоча їхню дружбу перервала смерть дона Боско в 1888 р., він назавжди залишився для Луїджі батьком, другом і вчителем, натхненником усієї його апостольської діяльності.
Успішно закінчивши гімназію в 1889 р., юнак Оріоне, палкий шанувальник Дона Боско, який мав велике бажанням стати священником, якнайкраще відповідав салезіанському ідеалу ченця. Проте Оріоне несподівано для всіх в останній день реколекцій, що випереджають новіціят, вирішив покинути все і вступити до єпархіальної семінарії в Тортоні. Відмовитися від усього в останній момент — чи розумна це витівка? Але таке рішення було нелегким і для самого Луїджі, адже воно йшло врозріз і з його волею. Ніхто не знає, скільки годин провів юнак у молитві, намагаючись зрозуміти Божу волю.
Того ж року Оріоне вступив до семінарії. Через два роки помер його батько, і щоб оплачувати навчання, Луїджі став паламарем і сторожем кафедрального собору в Тортоні.

## Церковна діяльність
Рік по тому, під час Великого посту, Оріоне зустрів у соборі заплаканого хлопчика. Виявилося, що священник вигнав його з уроку релігії. Клірик Луїджі запросив хлопчика у свою кімнатку, яка містилася у вежі собору і там закінчив перерваний урок. Потім вони погралися, трохи поговорили, клірик почастував хлопчика сухариками і відправив додому. Наступного дня хлопчик прийшов у гості до Оріоне, але не один, а з двома товаришами. Так почалося нове апостольське служіння Луїджі. Незабаром шибеники з усієї Тортони щодня приходили до клірика, який вмів привабити їх грою, аби потім навчати катехізису. Зустрічі обов'язково починалися і закінчувалися тривалими, але не нудними молитвами, адже хлопці бачили, з яким жаром вони вихоплюються з самого серця Оріоне.
У Страсну п'ятницю Оріоне молився перед розп'яттям у соборі, благаючи Господа дати йому знати, як чинити далі. Адже не можна покинути цю добру справу, та продовжувати її теж неможливо. І тоді в тиші його серця Господь сказав юнаку, що хоче бачити цих хлопців не на вулицях міста з безчесними, занепалими людьми, а зразковими батьками сімейств і священниками, людьми щиро віруючими і люблячими свою країну — людьми, які живуть Божими ідеалами. І тим, хто має наповнити їх цими ідеалами, повинен стати саме Оріоне. Пізніше сам Оріоне часто повторював, що і нова чернеча родина, і вся його апостольська діяльність почалися в ту Страсну п'ятницю 1892 р. біля підніжжя хреста. Луїджі тоді було двадцять років — це наймолодший засновник чернечого ордену в історії церкви,
Єпископ Тортони Джино Банді помітив покликання Оріоне і вирішив допомогти йому. З липня 1889 року в присутності єпископа, священників, мирян і своїх підопічних Луїджі урочисто відкрив недільний ораторій святого Луїджі Гонзаги. Єпископ Банді віддав юному клірику для користування кілька приміщень у своїй резиденції і сад. Однак незабаром, побачивши жалюгідний стан свого колись прекрасного саду і вдосталь наслухавшись скарг від городян, єпископ наказав Оріоне закрити ораторій. Це був великий удар для Луїджі, і, як у дитинстві він вирішив довіритися Діві Марії. Він написав зворушливе звернення до Пресвятої Діви, в якому благав її втрутитися і не залишити хлопців «сиротами», та поклав його разом із ключами від ораторія біля підніжжя статуї Богородиці в єпископському саду.
І Марія втрутилася. Влітку наступного року Луїджі зважився знову звернутися до єпископа по допомогу. Оріоне сказав, що хоче відкрити колегію — школу-інтернат для хлопчиків і просить у єпископа тільки дві речі: дозвіл і благословення. Єпископ Банді, знаючи, що у клірика немає ні копійки за душею, все-таки дав йому і перше, і друге. Оріоне, вийшовши на вулицю, вирішив не гаяти часу і пошукати відповідне приміщення. На перехресті він зустрів знайомого підлітка Стасано і поділився з ним своїми планами. Стасано зрадів і сказав, що з радістю перейде в школу до Оріоне і що його батько саме вирішив здати в оренду будинок. Луїджі відразу попрямував до будинку Стасано і пояснив хазяїнові, у чому справа. Недовго поторгувавшись, сторони зійшлися на чотирьохстах лірах за перший рік оренди. Оріоне повинен був сплатити всю суму впродовж найближчого тижня і прийняти хлопчика до колегії безкоштовно.
13 квітня 1895 р. єпископ Банді рукоположив Оріоне у священники і зробив йому незвичайний подарунок: дозволив молодому священнику облачити в сутани декількох його вихованців з гімназії та дав орденові, що народився, назву: «Мала Справа Божого Провидіння». Луїджі дотримав своєї обіцянки, даної в дитинстві Марії. Ставши священником, він відшукав напівзруйновану придорожню капличку і відремонтував її.
Молодий орден швидко розвивався. Здавалося, що Оріоне був усюдисущий, як дух, з'являючись майже одночасно в різних кінцях Італії. Його духовні сини будували нові святині, школи, інтернати, лікарні, притулки, допомагали бідним, бездомним, самотнім. Оріоне підкреслював, що без фізичної праці духовне життя ченця не буде розвиватися.
Фундаментом духовності блаженного Оріоне були його «чотири великі любові»: Ісус, Діва Марія, Папа і душі. Його любов до намісника святого апостола Петра була так велика, що у своєму ордені Оріоне ввів, крім основних трьох чернечих обітниць бідності, чистоти і послуху, четвертий — обітниця вірності Папі Римському. Дон Оріоне завжди був готовий йти туди, куди його направить Папа і церква.
Коли в 1908 р. у сицилійців стався найсильніший землетрус, Папа на три роки призначив Оріоне своїм генеральним вікарієм східної Сицилії.
Усі Папи дуже цінували Оріоне за його відданість, і гідною нагородою йому стало утвердження ордена Апостольським Престолом. Офіційно орден прийняв назву Мала Справа Божого Провидіння. Орден, як молоде дерево, випустив галузки; Оріоне заснував орден Малих Сестер Місіонерок Милосердя, що мали співпрацювати з його духовними синами, конгрегацію Самітників Божого Провидіння і Незрячих Сестер Пресвятого Таїнства Євхаристії, котрі молитовно допомагали справам милосердя й апостольству ордена. Після Першої світової війни конгрегація поширилася далеко за межі Італії: у Північну і Південну Америку, в Албанію, Англію, Іспанію, Польщу, Швейцарію.
12 березня 1940 року він працював до десяти вечора. Коли ліг, раптом відчув себе погано і викликав аптекаря, який працював у спільноті. Але було вже пізно. В кімнаті зібралися близькі соратники. Дон Оріоне посповідався, прийняв Причастя і був соборований. Оглянувши всіх поглядом, він сказав: «Вже йду», — потім повільно вимовив одними губами: «Ісусе, Ісусе, Ісусе…» — і помер.

## Похорон
Похорон цієї скромної людини, яка за кілька днів до смерті з гнівом викинула з місцевої каплиці свій портрет, поміщений над вівтарем черницями, перетворився в численну маніфестацію. На похороні Оріоне в Тортоне були присутні вищі державні і церковні сановники, сотні його духовних дітей. Нескінченний потік людей приходив попрощатися з батьком убогих впродовж трьох днів. Папа Пій XII виступив зі спеціальним зверненням по радіо.
Під час беатифікаційного процесу труну Оріоне відкрили і побачили, що тіло святого прекрасно збереглося. Після беатифікації тіло Оріоне помістили в прозорому саркофазі в каплиці під санктуарієм Діви Марії в Тортоне. Доглядач санктуарія помітив, що тіло Оріоне поклали в труну в його старих черевиках. Щоб «не ганьбити святого», доглядач замінив їх на нові. Але наступного дня побачив, що дон Оріоне лежить у саркофазі босий, а нові черевики стоять на підлозі поруч.
26 жовтня 1980 р. Луїджі Оріоне зарахований до лику святих римським папою Іваном Павлом ІІ.